# Тарту
Та̀рту (на естонски: Tartu; на руски: Тарту; на немски: Dorpat, Dörpt; на полски: Dorpat) е град в Източна Естония, втори по големина в страната. Административен център на едноименната област Тарту.
За разлика от Талин – днешната политическа и финансова столица на Естония, Тарту често е определян като нейния интелектуален и културен център, най-вече заради това че Тартуският университет е най-старият и уважаван университет в страната.
Градът е разположен на река Емайъги и има население 101 965 души към 1 януари 2007 г.

## Известни личности
Родени в Тарту
- Алар Карис (р. 1958), политик
- Карл Рас (Карл А. Рассь, 1855 – 1898), български военен
- Ено Рауд (1928 – 1996), писател

Починали в Тарту
- Франц Епинус (1724 – 1802), германски физик
- Карл Ернст фон Баер (1792 – 1876), руски изследовател от германски произход

## Побратимени градове
- Турку, Финландия, от 2008 г.
- Упсала, Швеция

- Дървена къща в Тарту на ул. „Oa“ 1
- Ректорат на Тартуския университет, построен през 1802 – 1809 г.
- Църквата „Свети Петър“ в Тарту, построена през 1882 – 1884 г.
- Сграда на Градския съвет на Тарту, построена през 1782 – 1789 г.
- Сгради на номера 6, 8 и 10 на площад „Рекоя“ в Тарту
- Сгради на номера 18 (т.нар. „Наклонена сграда“) и 20 (банка, 1876 – 1878 г.) на площад „Рекоя“ в Тарту
- Полуразрушената катедрала на Тарту
- Някогашно общежитие на железопътни работници, ул. „Ваксали“ 4